# Сергій IV (неаполітанський дука)
Сергій IV (†1036) — неаполітанський дука (1002–1036), син дуки Іоанна IV. Виявився одним з перших правителів, які прискорили ріст могутності нормандських завойовників у першій половині XI століття, формально був васалом Візантії.

Італія у часи Сергія IV.

У 1024 він підкорився архиєпископу Кельнському Пілігріму, який обложив Капую за наказом імператора Священної Римської імперії Генріха II. Цим вчинком він здобув репутацію слабкого правителя в очах князя Капуанського Пандульфа IV, який зазнав поразки від військ Пілігріма. У 1026 Пандульф IV повернувся з полону та обложив Капую, де уже правив Пандульф V, граф Теано. За посередництвом візантійського катапана Боіоанна Пандульф V здався і отримав можливість утекти до Неаполя під захист Сергія IV. Через це Сергій став ворогом Пандульфа IV, який у 1027 напав на Неаполь і захопив місто. Пандульф V утік до Риму, а Сергій був змушений переховуватись.
Проте удача повернулась обличчям до Сергія у 1029, коли нормандський союзник Пандульфа IV Райнульф Дренго відвернувся від нього. Сергій і герцог Гаетанський Іоанн V вислали посольство до нормандців з проханням допомогти у поверненні Неаполя. За допомогою Райнульфа Сергій захопив Неаполь і відновив свою владу в дукаті. У 1030 Сергій надав Райнульфу Аверське як феод і видав за нього свою сестру.
У 1034 Пандульф IV організував бунт у Сорренто та приєднав його до Капуї. Того ж року дружина Райнульфа Дренго померла, і він знову став прибічником Пандульфа IV. Сергій IV зрікся престолу, постригся у ченці і незадовго потому помер. Владу у дукаті спадкував його син Іоанн V.